# Achatella
Achatella – rodzaj stawonogów z wymarłej gromady trylobitów, z rzędu Phacopida.
Żył w okresie środkowego i późnego ordowiku.